# Mutze

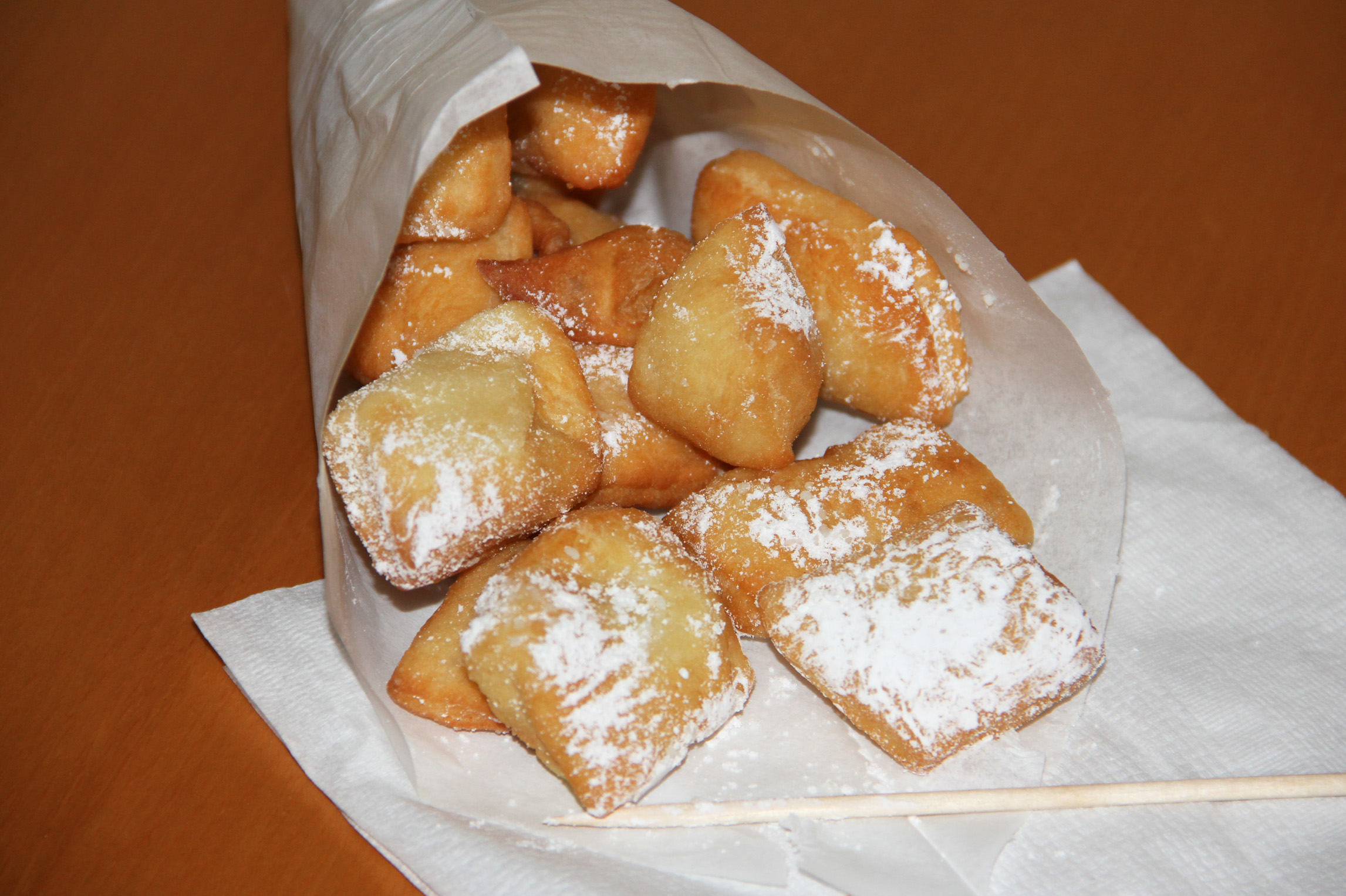
Mutzen van de kerstmarkt 2012 in Rostock (Oost-Duitsland)

Mutzen (ook wel Muze(n)) zijn een Rijnlands gebak dat traditioneel bij carnaval en Kerstmis wordt gegeten.
Mutzen worden bereid uit een deeg bestaande uit meel, eieren, suiker en aroma's. Het taaie deeg wordt dun uitgerold in ruiten en in hete olie goudgeel gebakken.
Vervolgens wordt het krokante gebak met poedersuiker bestoven.
Mutzen worden voornamelijk in de regio Keulen, het midden van de Niederrhein, in bepaalde regio's van het Bergische Land, aan de Mittelrhein en de Eifel verkocht.
In Zwitserland is eenzelfde soort gebak te koop, luisterend naar de naam Fastnachtskiechli en in Oostenrijk is een gelijksoortig gebak te koop dat onder de naam gebäckene Mäuse bekendstaat.
In Oost-Duitsland noemt men de smoutebollen Mutzen, maar het gaat hier om een heel ander product. 